# Excelsior Rotterdam
Excelsior Rotterdam este un club de fotbal din Rotterdam, Țările de Jos, care joacă în Eerste Divisie.

## Lotul actual
La 31 iulie 2023
| Nr. |               | Poziție | Jucător                    |
| --- | ------------- | ------- | -------------------------- |
| 1   | Țările de Jos | P       | Stijn van Gassel (captain) |
| 2   | Belgia        | F       | Siebe Horemans             |
| 4   | Țările de Jos | F       | Redouan El Yaakoubi        |
| 5   | Germania      | M       | Adrian Fein                |
| 7   | Serbia        | A       | Nikolas Agrafiotis         |
| 11  | Suedia        | A       | Oscar Uddenas              |
| 12  | Franța        | F       | Arthur Zagré               |
| 14  | Maroc         | A       | Couhaib Driouech           |
| 15  | Țările de Jos | M       | Noah Naujoks               |
| 16  | Țările de Jos | F       | Sven Nieuwpoort            |
| 18  | Țările de Jos | P       | Norbert Alblas             |
| 19  | Țările de Jos | A       | Raphaël Eyongo             |

| Nr. |               | Poziție | Jucător                                   |
| --- | ------------- | ------- | ----------------------------------------- |
| 21  | Belgia        | M       | Jacky Donkor                              |
| 22  | Grecia        | M       | Lazaros Lamprou                           |
| 28  | Țările de Jos | F       | Nathan Tjoe-A-On                          |
| 29  | Țările de Jos | A       | Mike van Duinen                           |
| 33  | Țările de Jos | M       | Julian Baas                               |
| 34  | Țările de Jos | F       | Serano Seymor                             |
| 35  | Suedia        | A       | Richie Omorowa                            |
| 38  | Țările de Jos | P       | Pascal Kuiper                             |
|     | Țările de Jos | F       | Mimeirhel Benita (on loan from Feyenoord) |
|     | Maroc         | M       | Yassin Ayoub                              |
|     | Țările de Jos | M       | Lennard Hartjes (on loan from Feyenoord)  |
|     | Țările de Jos | A       | Derensili Sanches Fernandes               |